# Список сезонов ФК «Селтик»

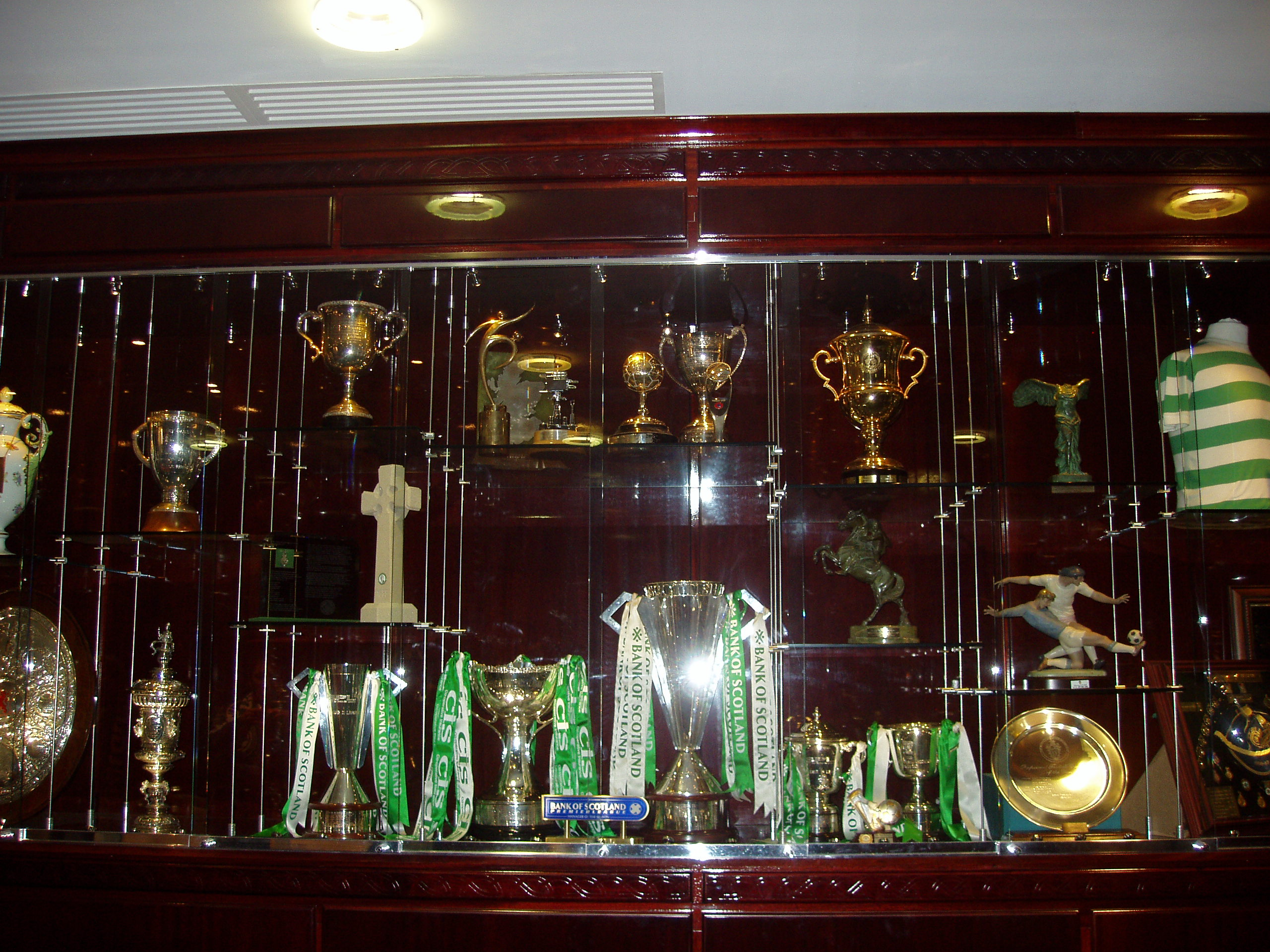
Некоторые трофеи, выигранные «Селтиком»

Данный список содержит краткое описание всех сезонов, сыгранных футбольным клубом «Селтик». «Селтик» — шотландский профессиональный футбольный клуб из Глазго, основанный в 1887 году. 8 мая 1888 года клуб провёл свою первую игру — это был товарищеский матч против «Рейнджерс». 1 сентября того же года «Селтик» провёл свой первый официальный матч: это была игра первого раунда Кубка Шотландии. В 1890 году «Селтик» стал одним из основателей Шотландской футбольной лиги и с тех пор непрерывно выступает в высшем дивизионе чемпионата Шотландии.
«Селтик» 54 раза становился чемпионом Шотландии, 42 раза выигрывал Кубок Шотландии и 21 раз побеждал в Кубке шотландской лиги. Периодом наибольшего успеха в истории клуба считаются 1960-е и 1970-е годы, когда под руководством Джока Стейна «Селтик» выиграл девять чемпионских титулов подряд, а также завоевал главный европейский клубный трофей — Кубок европейских чемпионов.
Ниже приведена таблица с описанием всех сезонов «Селтика».

## История
Свой первый официальный матч «Селтик» провёл 1 сентября 1888 года в рамках первого раунда Кубка Шотландии против «Шеттлстона», одержав в нём победу со счётом 5:1. В том сезоне команда дошла до финала, проиграв клубу «Терд Ланарк» в переигровке. Тогда же «Селтик» дебютировал в Кубке Глазго, дойдя в турнире до полуфинала. В 1890 году была основана Шотландская футбольная лига, «Селтик» стал одним из её основателей. В первом сезоне ШФЛ «Селтик» занял третье место.
В сезоне 1890/91 «Селтик» выиграл Кубок Глазго, а в следующем сезоне стал обладателем своего первого крупного трофея, обыграв «Куинз Парк» в финале Кубка Шотландии. A сезоне 1892/93 «Селтик» впервые стал чемпионом Шотландии. Кубок Глазго продолжал оставаться престижным соревнованием до Второй мировой войны, после которой появились новые турниры — Кубок шотландской лиги и различные еврокубки.
«Селтик» впервые сыграл в еврокубках в сезоне 1962/63, квалифицировавшись в Кубок ярмарок. В 1964 и 1966 году клуб доходил до стадии полуфиналов Кубка обладателей кубков УЕФА. В сезоне 1966/67 «Селтик» стал первым британским клубом, выигравшим Кубок европейских чемпионов, обыграв итальянский «Интернационале» в финале. В сезоне 1969/70 «Селтик» вновь дошёл до финала Кубка европейских чемпионов, но проиграл в нём «Фейеноорду». В сезоне 2002/03 команда в последний раз сыграла в финале турнира УЕФА, проиграв «Порту» в финале Кубка УЕФА.

## Легенда
| Цвета - Победа — Чемпион/Победитель/1-е место - Финал — Финалист/2-е место - NN — Лучший бомбардир в дивизионе (указывается с числом забитых мячей) |

- В колонке «Лучший бомбардир» учитываются голы, забитые в чемпионате, Кубке Шотландии, Кубке шотландской лиги, Кубке Глазго (до 1988 года) и в клубных турнирах УЕФА.

## Сезоны
| Сезон     | Лига | Лига | Лига | Лига | Лига | Лига | Лига | Лига | Лига | Кубок Шотландии | Кубок лиги | Кубок Глазго | Турниры УЕФА | Лучший бомбардир | Лучший бомбардир |
| Сезон     | Дивизион | И | В | Н | П | МЗ | МП | Очки | Место | Кубок Шотландии | Кубок лиги | Кубок Глазго | Турниры УЕФА | Игрок | Голы |
| --------- | --- | --- | --- | --- | --- | --- | --- | --- | --- | --- | --- | --- | --- | --- | --- |
| 1888/89   | — | — | — | — | — | — | — | — | — | Финал | 0нет | Полуфинал | 0нет | Уилли Гроувз | 11 |
| 1889/90   | — | — | — | — | — | — | — | — | — | 1 раунд | 0нет | Финал | 0нет | Уилли ГроувзДжон КоулманПитер Даудс | 02 |
| 1890/91   | ШФЛ | 18 | 11 | 3 | 4 | 48 | 21 | 21 | 3-е | 1/4 финала | 0нет | Победа | 0нет | Питер Даудс | 21 |
| 1891/92   | ШФЛ | 22 | 16 | 3 | 3 | 62 | 21 | 41 | 2-е | Победа | 0нет | Победа | 0нет | Сэнди Макмахоун | 30 |
| 1892/93   | ШФЛ | 18 | 14 | 1 | 3 | 54 | 25 | 29 | 1-е | Финал | 0нет | Финал | 0нет | Джонни Кэмпбелл | 25 |
| 1893/94   | ШФЛ | 18 | 14 | 1 | 3 | 53 | 32 | 29 | 1-е | Финал | 0нет | Полуфинал | 0нет | Сэнди Макмахоун | 30 |
| 1894/95   | ШФЛ | 18 | 11 | 4 | 3 | 50 | 29 | 26 | 2-е | 1/4 финала | 0нет | Победа | 0нет | Джейк МэдденСэнди Макмахоун | 11 |
| 1895/96   | ШФЛ | 18 | 15 | 0 | 3 | 64 | 25 | 30 | 1-е | 1 раунд | 0нет | Победа | 0нет | Аллан Мартин | 21 |
| 1896/97   | ШФЛ | 18 | 10 | 4 | 4 | 42 | 18 | 24 | 4-е | 1 раунд | 0нет | Финал | 0нет | Александер КингСэнди Макмахоун | 12 |
| 1897/98   | ШФЛ | 18 | 15 | 3 | 0 | 56 | 13 | 33 | 1-е | 2 раунд | 0нет | Полуфинал | 0нет | Джордж Аллан | 17 |
| 1898/99   | ШФЛ | 18 | 11 | 2 | 5 | 51 | 33 | 24 | 3-е | Победа | 0нет | Полуфинал | 0нет | Сэнди Макмахоун | 21 |
| 1899/1900 | ШФЛ | 18 | 09 | 7 | 2 | 46 | 27 | 25 | 2-е | Победа | 0нет | Финал | 0нет | Джек Белл | 14 |
| 1900/01   | ШФЛ | 20 | 13 | 3 | 4 | 49 | 28 | 29 | 2-е | Финал | 0нет | 1 раунд | 0нет | Сэнди Макмахоун | 14 |
| 1901/02   | ШФЛ | 18 | 11 | 4 | 3 | 38 | 28 | 26 | 2-е | Финал | 0нет | Финал | 0нет | Джонни Кэмпбелл | 15 |
| 1902/03   | ШФЛ | 22 | 08 | 10 | 4 | 36 | 30 | 26 | 5-е | 1/4 финала | 0нет | Финал | 0нет | Джонни Кэмпбелл | 17 |
| 1903/04   | ШФЛ | 26 | 18 | 2 | 6 | 68 | 27 | 38 | 4-е | Победа | 0нет | Финал | 0нет | Джимми Куинн | 17 |
| 1904/05   | ШФЛ | 26 | 18 | 5 | 3 | 68 | 31 | 41 | 1-е | Полуфинал | 0нет | Победа | 0нет | Джимми Куинн | 22 |
| 1905/06   | ШФЛ | 30 | 24 | 1 | 5 | 76 | 19 | 49 | 1-е | 1/4 финала | 0нет | Победа | 0нет | Джимми Куинн | 23 |
| 1906/07   | ШФЛ | 34 | 23 | 9 | 2 | 80 | 30 | 55 | 1-е | Победа | 0нет | Победа | 0нет | Джимми Куинн | 32 |
| 1907/08   | ШФЛ | 34 | 24 | 7 | 3 | 86 | 27 | 55 | 1-е | Победа | 0нет | Победа | 0нет | Джимми Куинн | 22 |
| 1908/09   | ШФЛ | 34 | 23 | 5 | 6 | 71 | 24 | 51 | 1-е | Финал | 0нет | Финал | 0нет | Джимми Куинн | 31 |
| 1909/10   | ШФЛ | 34 | 24 | 6 | 4 | 63 | 22 | 54 | 1-е | Полуфинал | 0нет | Победа | 0нет | Джимми Куинн | 33 |
| 1910/11   | ШФЛ | 34 | 15 | 11 | 8 | 48 | 18 | 41 | 5-е | Победа | 0нет | Финал | 0нет | Джимми Куинн | 18 |
| 1911/12   | ШФЛ | 34 | 17 | 11 | 6 | 58 | 33 | 45 | 2-е | Победа | 0нет | 1 раунд | 0нет | Джимми Макменеми | 12 |
| 1912/13   | ШФЛ | 34 | 22 | 5 | 7 | 53 | 28 | 49 | 2-е | 1/4 финала | 0нет | Финал | 0нет | Джимми Куинн | 14 |
| 1913/14   | ШФЛ | 38 | 30 | 5 | 3 | 81 | 14 | 65 | 1-е | Победа | 0нет | Полуфинал | 0нет | Пэтси Галлахер | 24 |
| 1914/15   | ШФЛ | 38 | 30 | 5 | 3 | 91 | 25 | 65 | 1-е | 0нет | 0нет | 1 раунд | 0нет | Джимми Макколл | 26 |
| 1915/16   | ШФЛ | 38 | 32 | 3 | 3 | 116 | 32 | 67 | 1-е | 0нет | 0нет | Победа | 0нет | Джимми Макколл | 36 |
| 1916/17   | ШФЛ | 38 | 27 | 10 | 1 | 79 | 17 | 64 | 1-е | 0нет | 0нет | Победа | 0нет | Джимми Макколл | 24 |
| 1917/18   | ШФЛ | 34 | 24 | 7 | 3 | 66 | 26 | 55 | 2-е | 0нет | 0нет | Полуфинал | 0нет | Пэтси Галлахер | 17 |
| 1918/19   | ШФЛ | 34 | 26 | 6 | 2 | 71 | 22 | 58 | 1-е | 0нет | 0нет | Финал | 0нет | Джимми Макколл | 17 |
| 1919/20   | ШФЛ | 42 | 29 | 10 | 3 | 89 | 31 | 68 | 2-е | 4 раунд | 0нет | Победа | 0нет | Томи Макиналли | 35 |
| 1920/21   | ШФЛ | 42 | 30 | 8 | 6 | 86 | 35 | 66 | 2-е | 4 раунд | 0нет | Победа | 0нет | Томи Макиналли | 32 |
| 1921/22   | ШФЛ | 42 | 27 | 13 | 2 | 83 | 20 | 67 | 1-е | 3 раунд | 0нет | Финал | 0нет | Джо Кэссиди | 20 |
| 1922/23   | ШФЛ | 38 | 19 | 8 | 11 | 52 | 39 | 46 | 3-е | Победа | 0нет | 1 раунд | 0нет | Джо Кэссиди | 34 |
| 1923/24   | ШФЛ | 38 | 17 | 12 | 9 | 56 | 33 | 46 | 3-е | 1 раунд | 0нет | Полуфинал | 0нет | Джо Кэссиди | 25 |
| 1924/25   | ШФЛ | 38 | 18 | 8 | 12 | 77 | 44 | 44 | 4-е | Победа | 0нет | Финал | 0нет | Джимми Макгрори | 31 |
| 1925/26   | ШФЛ | 38 | 25 | 8 | 5 | 97 | 40 | 58 | 1-е | Финал | 0нет | Финал | 0нет | Джимми Макгрори | 48 |
| 1926/27   | ШФЛ | 38 | 21 | 7 | 10 | 101 | 55 | 49 | 3-е | Победа | 0нет | Победа | 0нет | Джимми Макгрори | 58 |
| 1927/28   | ШФЛ | 38 | 23 | 9 | 6 | 93 | 39 | 55 | 2-е | Финал | 0нет | Победа | 0нет | Джимми Макгрори | 63 |
| 1928/29   | ШФЛ | 38 | 22 | 7 | 9 | 67 | 44 | 51 | 2-е | Полуфинал | 0нет | Победа | 0нет | Джимми Макгрори | 34 |
| 1929/30   | ШФЛ | 38 | 22 | 5 | 11 | 88 | 46 | 49 | 4-е | 3 раунд | 0нет | Финал | 0нет | Джимми Макгрори | 38 |
| 1930/31   | ШФЛ | 38 | 24 | 10 | 4 | 101 | 34 | 58 | 2-е | Победа | 0нет | Победа | 0нет | Джимми Макгрори | 45 |
| 1931/32   | ШФЛ | 38 | 20 | 8 | 10 | 94 | 50 | 48 | 3-е | 3 раунд | 0нет | Полуфинал | 0нет | Джимми Макгрори | 30 |
| 1932/33   | ШФЛ | 38 | 20 | 8 | 10 | 75 | 44 | 48 | 4-е | Победа | 0нет | Полуфинал | 0нет | Джимми Макгрори | 32 |
| 1933/34   | ШФЛ | 38 | 18 | 11 | 9 | 78 | 53 | 47 | 3-е | 4 раунд | 0нет | Полуфинал | 0нет | Фрэнк О’Доннелл | 28 |
| 1934/35   | ШФЛ | 38 | 24 | 4 | 10 | 92 | 45 | 52 | 2-е | 4 раунд | 0нет | Полуфинал | 0нет | Джимми Макгрори | 20 |
| 1935/36   | ШФЛ | 38 | 32 | 2 | 4 | 115 | 33 | 66 | 1-е | 2 раунд | 0нет | Финал | 0нет | Джимми Макгрори | 50 |
| 1936/37   | ШФЛ | 38 | 22 | 8 | 8 | 89 | 58 | 52 | 3-е | Победа | 0нет | Полуфинал | 0нет | Джимми Макгрори | 27 |
| 1937/38   | ШФЛ | 38 | 27 | 7 | 4 | 114 | 42 | 61 | 1-е | 3 раунд | 0нет | Полуфинал | 0нет | Джонни Крам | 27 |
| 1938/39   | ШФЛ | 38 | 20 | 8 | 10 | 99 | 53 | 48 | 2-е | 1/4 финала | 0нет | Победа | 0нет | Джон Дайверс | 27 |
| 1939/40   | ШФЛ | 05 | 03 | 0 | 2 | 7 | 8 | 6 | 6-е | 0- | 0нет | Полуфинал | 0нет | Фрэнк Мерфи | 03 |
| 1940/41   | С 1939 по 1946 года официальные турниры в Шотландии не проводились в связи с участием Великобритании во Второй мировой войне. В этот период «Селтик» участвовал в неофициальных турнирах. | С 1939 по 1946 года официальные турниры в Шотландии не проводились в связи с участием Великобритании во Второй мировой войне. В этот период «Селтик» участвовал в неофициальных турнирах. | С 1939 по 1946 года официальные турниры в Шотландии не проводились в связи с участием Великобритании во Второй мировой войне. В этот период «Селтик» участвовал в неофициальных турнирах. | С 1939 по 1946 года официальные турниры в Шотландии не проводились в связи с участием Великобритании во Второй мировой войне. В этот период «Селтик» участвовал в неофициальных турнирах. | С 1939 по 1946 года официальные турниры в Шотландии не проводились в связи с участием Великобритании во Второй мировой войне. В этот период «Селтик» участвовал в неофициальных турнирах. | С 1939 по 1946 года официальные турниры в Шотландии не проводились в связи с участием Великобритании во Второй мировой войне. В этот период «Селтик» участвовал в неофициальных турнирах. | С 1939 по 1946 года официальные турниры в Шотландии не проводились в связи с участием Великобритании во Второй мировой войне. В этот период «Селтик» участвовал в неофициальных турнирах. | С 1939 по 1946 года официальные турниры в Шотландии не проводились в связи с участием Великобритании во Второй мировой войне. В этот период «Селтик» участвовал в неофициальных турнирах. | С 1939 по 1946 года официальные турниры в Шотландии не проводились в связи с участием Великобритании во Второй мировой войне. В этот период «Селтик» участвовал в неофициальных турнирах. | С 1939 по 1946 года официальные турниры в Шотландии не проводились в связи с участием Великобритании во Второй мировой войне. В этот период «Селтик» участвовал в неофициальных турнирах. | С 1939 по 1946 года официальные турниры в Шотландии не проводились в связи с участием Великобритании во Второй мировой войне. В этот период «Селтик» участвовал в неофициальных турнирах. | С 1939 по 1946 года официальные турниры в Шотландии не проводились в связи с участием Великобритании во Второй мировой войне. В этот период «Селтик» участвовал в неофициальных турнирах. | С 1939 по 1946 года официальные турниры в Шотландии не проводились в связи с участием Великобритании во Второй мировой войне. В этот период «Селтик» участвовал в неофициальных турнирах. | С 1939 по 1946 года официальные турниры в Шотландии не проводились в связи с участием Великобритании во Второй мировой войне. В этот период «Селтик» участвовал в неофициальных турнирах. | С 1939 по 1946 года официальные турниры в Шотландии не проводились в связи с участием Великобритании во Второй мировой войне. В этот период «Селтик» участвовал в неофициальных турнирах. |
| 1941/42   | С 1939 по 1946 года официальные турниры в Шотландии не проводились в связи с участием Великобритании во Второй мировой войне. В этот период «Селтик» участвовал в неофициальных турнирах. | С 1939 по 1946 года официальные турниры в Шотландии не проводились в связи с участием Великобритании во Второй мировой войне. В этот период «Селтик» участвовал в неофициальных турнирах. | С 1939 по 1946 года официальные турниры в Шотландии не проводились в связи с участием Великобритании во Второй мировой войне. В этот период «Селтик» участвовал в неофициальных турнирах. | С 1939 по 1946 года официальные турниры в Шотландии не проводились в связи с участием Великобритании во Второй мировой войне. В этот период «Селтик» участвовал в неофициальных турнирах. | С 1939 по 1946 года официальные турниры в Шотландии не проводились в связи с участием Великобритании во Второй мировой войне. В этот период «Селтик» участвовал в неофициальных турнирах. | С 1939 по 1946 года официальные турниры в Шотландии не проводились в связи с участием Великобритании во Второй мировой войне. В этот период «Селтик» участвовал в неофициальных турнирах. | С 1939 по 1946 года официальные турниры в Шотландии не проводились в связи с участием Великобритании во Второй мировой войне. В этот период «Селтик» участвовал в неофициальных турнирах. | С 1939 по 1946 года официальные турниры в Шотландии не проводились в связи с участием Великобритании во Второй мировой войне. В этот период «Селтик» участвовал в неофициальных турнирах. | С 1939 по 1946 года официальные турниры в Шотландии не проводились в связи с участием Великобритании во Второй мировой войне. В этот период «Селтик» участвовал в неофициальных турнирах. | С 1939 по 1946 года официальные турниры в Шотландии не проводились в связи с участием Великобритании во Второй мировой войне. В этот период «Селтик» участвовал в неофициальных турнирах. | С 1939 по 1946 года официальные турниры в Шотландии не проводились в связи с участием Великобритании во Второй мировой войне. В этот период «Селтик» участвовал в неофициальных турнирах. | С 1939 по 1946 года официальные турниры в Шотландии не проводились в связи с участием Великобритании во Второй мировой войне. В этот период «Селтик» участвовал в неофициальных турнирах. | С 1939 по 1946 года официальные турниры в Шотландии не проводились в связи с участием Великобритании во Второй мировой войне. В этот период «Селтик» участвовал в неофициальных турнирах. | С 1939 по 1946 года официальные турниры в Шотландии не проводились в связи с участием Великобритании во Второй мировой войне. В этот период «Селтик» участвовал в неофициальных турнирах. | С 1939 по 1946 года официальные турниры в Шотландии не проводились в связи с участием Великобритании во Второй мировой войне. В этот период «Селтик» участвовал в неофициальных турнирах. |
| 1942/43   | С 1939 по 1946 года официальные турниры в Шотландии не проводились в связи с участием Великобритании во Второй мировой войне. В этот период «Селтик» участвовал в неофициальных турнирах. | С 1939 по 1946 года официальные турниры в Шотландии не проводились в связи с участием Великобритании во Второй мировой войне. В этот период «Селтик» участвовал в неофициальных турнирах. | С 1939 по 1946 года официальные турниры в Шотландии не проводились в связи с участием Великобритании во Второй мировой войне. В этот период «Селтик» участвовал в неофициальных турнирах. | С 1939 по 1946 года официальные турниры в Шотландии не проводились в связи с участием Великобритании во Второй мировой войне. В этот период «Селтик» участвовал в неофициальных турнирах. | С 1939 по 1946 года официальные турниры в Шотландии не проводились в связи с участием Великобритании во Второй мировой войне. В этот период «Селтик» участвовал в неофициальных турнирах. | С 1939 по 1946 года официальные турниры в Шотландии не проводились в связи с участием Великобритании во Второй мировой войне. В этот период «Селтик» участвовал в неофициальных турнирах. | С 1939 по 1946 года официальные турниры в Шотландии не проводились в связи с участием Великобритании во Второй мировой войне. В этот период «Селтик» участвовал в неофициальных турнирах. | С 1939 по 1946 года официальные турниры в Шотландии не проводились в связи с участием Великобритании во Второй мировой войне. В этот период «Селтик» участвовал в неофициальных турнирах. | С 1939 по 1946 года официальные турниры в Шотландии не проводились в связи с участием Великобритании во Второй мировой войне. В этот период «Селтик» участвовал в неофициальных турнирах. | С 1939 по 1946 года официальные турниры в Шотландии не проводились в связи с участием Великобритании во Второй мировой войне. В этот период «Селтик» участвовал в неофициальных турнирах. | С 1939 по 1946 года официальные турниры в Шотландии не проводились в связи с участием Великобритании во Второй мировой войне. В этот период «Селтик» участвовал в неофициальных турнирах. | С 1939 по 1946 года официальные турниры в Шотландии не проводились в связи с участием Великобритании во Второй мировой войне. В этот период «Селтик» участвовал в неофициальных турнирах. | С 1939 по 1946 года официальные турниры в Шотландии не проводились в связи с участием Великобритании во Второй мировой войне. В этот период «Селтик» участвовал в неофициальных турнирах. | С 1939 по 1946 года официальные турниры в Шотландии не проводились в связи с участием Великобритании во Второй мировой войне. В этот период «Селтик» участвовал в неофициальных турнирах. | С 1939 по 1946 года официальные турниры в Шотландии не проводились в связи с участием Великобритании во Второй мировой войне. В этот период «Селтик» участвовал в неофициальных турнирах. |
| 1943/44   | С 1939 по 1946 года официальные турниры в Шотландии не проводились в связи с участием Великобритании во Второй мировой войне. В этот период «Селтик» участвовал в неофициальных турнирах. | С 1939 по 1946 года официальные турниры в Шотландии не проводились в связи с участием Великобритании во Второй мировой войне. В этот период «Селтик» участвовал в неофициальных турнирах. | С 1939 по 1946 года официальные турниры в Шотландии не проводились в связи с участием Великобритании во Второй мировой войне. В этот период «Селтик» участвовал в неофициальных турнирах. | С 1939 по 1946 года официальные турниры в Шотландии не проводились в связи с участием Великобритании во Второй мировой войне. В этот период «Селтик» участвовал в неофициальных турнирах. | С 1939 по 1946 года официальные турниры в Шотландии не проводились в связи с участием Великобритании во Второй мировой войне. В этот период «Селтик» участвовал в неофициальных турнирах. | С 1939 по 1946 года официальные турниры в Шотландии не проводились в связи с участием Великобритании во Второй мировой войне. В этот период «Селтик» участвовал в неофициальных турнирах. | С 1939 по 1946 года официальные турниры в Шотландии не проводились в связи с участием Великобритании во Второй мировой войне. В этот период «Селтик» участвовал в неофициальных турнирах. | С 1939 по 1946 года официальные турниры в Шотландии не проводились в связи с участием Великобритании во Второй мировой войне. В этот период «Селтик» участвовал в неофициальных турнирах. | С 1939 по 1946 года официальные турниры в Шотландии не проводились в связи с участием Великобритании во Второй мировой войне. В этот период «Селтик» участвовал в неофициальных турнирах. | С 1939 по 1946 года официальные турниры в Шотландии не проводились в связи с участием Великобритании во Второй мировой войне. В этот период «Селтик» участвовал в неофициальных турнирах. | С 1939 по 1946 года официальные турниры в Шотландии не проводились в связи с участием Великобритании во Второй мировой войне. В этот период «Селтик» участвовал в неофициальных турнирах. | С 1939 по 1946 года официальные турниры в Шотландии не проводились в связи с участием Великобритании во Второй мировой войне. В этот период «Селтик» участвовал в неофициальных турнирах. | С 1939 по 1946 года официальные турниры в Шотландии не проводились в связи с участием Великобритании во Второй мировой войне. В этот период «Селтик» участвовал в неофициальных турнирах. | С 1939 по 1946 года официальные турниры в Шотландии не проводились в связи с участием Великобритании во Второй мировой войне. В этот период «Селтик» участвовал в неофициальных турнирах. | С 1939 по 1946 года официальные турниры в Шотландии не проводились в связи с участием Великобритании во Второй мировой войне. В этот период «Селтик» участвовал в неофициальных турнирах. |
| 1944/45   | С 1939 по 1946 года официальные турниры в Шотландии не проводились в связи с участием Великобритании во Второй мировой войне. В этот период «Селтик» участвовал в неофициальных турнирах. | С 1939 по 1946 года официальные турниры в Шотландии не проводились в связи с участием Великобритании во Второй мировой войне. В этот период «Селтик» участвовал в неофициальных турнирах. | С 1939 по 1946 года официальные турниры в Шотландии не проводились в связи с участием Великобритании во Второй мировой войне. В этот период «Селтик» участвовал в неофициальных турнирах. | С 1939 по 1946 года официальные турниры в Шотландии не проводились в связи с участием Великобритании во Второй мировой войне. В этот период «Селтик» участвовал в неофициальных турнирах. | С 1939 по 1946 года официальные турниры в Шотландии не проводились в связи с участием Великобритании во Второй мировой войне. В этот период «Селтик» участвовал в неофициальных турнирах. | С 1939 по 1946 года официальные турниры в Шотландии не проводились в связи с участием Великобритании во Второй мировой войне. В этот период «Селтик» участвовал в неофициальных турнирах. | С 1939 по 1946 года официальные турниры в Шотландии не проводились в связи с участием Великобритании во Второй мировой войне. В этот период «Селтик» участвовал в неофициальных турнирах. | С 1939 по 1946 года официальные турниры в Шотландии не проводились в связи с участием Великобритании во Второй мировой войне. В этот период «Селтик» участвовал в неофициальных турнирах. | С 1939 по 1946 года официальные турниры в Шотландии не проводились в связи с участием Великобритании во Второй мировой войне. В этот период «Селтик» участвовал в неофициальных турнирах. | С 1939 по 1946 года официальные турниры в Шотландии не проводились в связи с участием Великобритании во Второй мировой войне. В этот период «Селтик» участвовал в неофициальных турнирах. | С 1939 по 1946 года официальные турниры в Шотландии не проводились в связи с участием Великобритании во Второй мировой войне. В этот период «Селтик» участвовал в неофициальных турнирах. | С 1939 по 1946 года официальные турниры в Шотландии не проводились в связи с участием Великобритании во Второй мировой войне. В этот период «Селтик» участвовал в неофициальных турнирах. | С 1939 по 1946 года официальные турниры в Шотландии не проводились в связи с участием Великобритании во Второй мировой войне. В этот период «Селтик» участвовал в неофициальных турнирах. | С 1939 по 1946 года официальные турниры в Шотландии не проводились в связи с участием Великобритании во Второй мировой войне. В этот период «Селтик» участвовал в неофициальных турнирах. | С 1939 по 1946 года официальные турниры в Шотландии не проводились в связи с участием Великобритании во Второй мировой войне. В этот период «Селтик» участвовал в неофициальных турнирах. |
| 1945/46   | С 1939 по 1946 года официальные турниры в Шотландии не проводились в связи с участием Великобритании во Второй мировой войне. В этот период «Селтик» участвовал в неофициальных турнирах. | С 1939 по 1946 года официальные турниры в Шотландии не проводились в связи с участием Великобритании во Второй мировой войне. В этот период «Селтик» участвовал в неофициальных турнирах. | С 1939 по 1946 года официальные турниры в Шотландии не проводились в связи с участием Великобритании во Второй мировой войне. В этот период «Селтик» участвовал в неофициальных турнирах. | С 1939 по 1946 года официальные турниры в Шотландии не проводились в связи с участием Великобритании во Второй мировой войне. В этот период «Селтик» участвовал в неофициальных турнирах. | С 1939 по 1946 года официальные турниры в Шотландии не проводились в связи с участием Великобритании во Второй мировой войне. В этот период «Селтик» участвовал в неофициальных турнирах. | С 1939 по 1946 года официальные турниры в Шотландии не проводились в связи с участием Великобритании во Второй мировой войне. В этот период «Селтик» участвовал в неофициальных турнирах. | С 1939 по 1946 года официальные турниры в Шотландии не проводились в связи с участием Великобритании во Второй мировой войне. В этот период «Селтик» участвовал в неофициальных турнирах. | С 1939 по 1946 года официальные турниры в Шотландии не проводились в связи с участием Великобритании во Второй мировой войне. В этот период «Селтик» участвовал в неофициальных турнирах. | С 1939 по 1946 года официальные турниры в Шотландии не проводились в связи с участием Великобритании во Второй мировой войне. В этот период «Селтик» участвовал в неофициальных турнирах. | С 1939 по 1946 года официальные турниры в Шотландии не проводились в связи с участием Великобритании во Второй мировой войне. В этот период «Селтик» участвовал в неофициальных турнирах. | С 1939 по 1946 года официальные турниры в Шотландии не проводились в связи с участием Великобритании во Второй мировой войне. В этот период «Селтик» участвовал в неофициальных турнирах. | С 1939 по 1946 года официальные турниры в Шотландии не проводились в связи с участием Великобритании во Второй мировой войне. В этот период «Селтик» участвовал в неофициальных турнирах. | С 1939 по 1946 года официальные турниры в Шотландии не проводились в связи с участием Великобритании во Второй мировой войне. В этот период «Селтик» участвовал в неофициальных турнирах. | С 1939 по 1946 года официальные турниры в Шотландии не проводились в связи с участием Великобритании во Второй мировой войне. В этот период «Селтик» участвовал в неофициальных турнирах. | С 1939 по 1946 года официальные турниры в Шотландии не проводились в связи с участием Великобритании во Второй мировой войне. В этот период «Селтик» участвовал в неофициальных турнирах. |
| 1946/47   | ШФЛ | 30 | 13 | 6 | 11 | 53 | 55 | 32 | 7-е | 1 раунд | Группа | 1 раунд | нет | Томми Кирнан | 17 |
| 1947/48   | ШФЛ | 30 | 10 | 5 | 15 | 41 | 56 | 25 | 12-е | Полуфинал | Группа | Полуфинал | нет | Джонни Патон | 10 |
| 1948/49   | ШФЛ | 30 | 12 | 7 | 11 | 48 | 40 | 31 | 6-е | 1 раунд | Группа | Победа | нет | Джеки Галлахер | 21 |
| 1949/50   | ШФЛ | 30 | 14 | 7 | 9 | 51 | 50 | 35 | 5-е | 3 раунд | Группа | Полуфинал | нет | Джон Макфейл | 21 |
| 1950/51   | ШФЛ | 30 | 12 | 5 | 13 | 48 | 46 | 29 | 7-е | Победа | 1/4 финала | Финал | нет | Джон Макфейл | 30 |
| 1951/52   | ШФЛ | 30 | 10 | 8 | 12 | 52 | 55 | 28 | 9-е | 1 раунд | Полуфинал | Финал | нет | Бобби Коллинз | 13 |
| 1952/53   | ШФЛ | 30 | 11 | 7 | 12 | 51 | 54 | 29 | 8-е | 1/4 финала | Группа | 1 раунд | нет | Берти Пикок | 12 |
| 1953/54   | ШФЛ | 30 | 20 | 3 | 7 | 72 | 29 | 43 | 1-е | Победа | Группа | Полуфинал | нет | Нил Мохан | 22 |
| 1954/55   | ШФЛ | 30 | 19 | 8 | 3 | 76 | 37 | 46 | 2-е | Финал | Группа | Полуфинал | нет | Джимми Уолш | 25 |
| 1955/56   | ШФЛ | 34 | 16 | 9 | 9 | 55 | 39 | 41 | 5-е | Финал | Группа | Победа | Не приглашён | Нил Мохан | 24 |
| 1956/57   | ШФЛ | 34 | 15 | 8 | 11 | 58 | 43 | 38 | 5-е | Полуфинал | Победа | 1 раунд | Не квалифицировался | Билли Макфейл | 18 |
| 1957/58   | ШФЛ | 34 | 19 | 8 | 7 | 84 | 47 | 46 | 3-е | Полуфинал | Победа | 1 раунд | Не квалифицировался | Сэмми Уилсон | 32 |
| 1958/59   | ШФЛ | 34 | 14 | 8 | 12 | 70 | 53 | 36 | 6-е | Полуфинал | Полуфинал | 1 раунд | Не квалифицировался | Джон Колрейн | 18 |
| 1959/60   | ШФЛ | 34 | 12 | 9 | 13 | 73 | 59 | 33 | 9-е | Полуфинал | Группа | 1 раунд | Не квалифицировался | Нил Мохан | 22 |
| 1960/61   | ШФЛ | 34 | 15 | 9 | 10 | 64 | 46 | 39 | 4-е | Финал | Группа | Финал | Не квалифицировался | Стиви Чалмерс | 26 |
| 1961/62   | ШФЛ | 34 | 19 | 8 | 7 | 81 | 37 | 46 | 3-е | Полуфинал | Группа | Победа | Не квалифицировался | Джон Хьюз | 31 |
| 1962/63   | ШФЛ | 34 | 19 | 6 | 9 | 76 | 44 | 44 | 4-е | Финал | Группа | Финал | Кубок ярмарок — 1 раунд | Джон Хьюз | 20 |
| 1963/64   | ШФЛ | 34 | 19 | 9 | 6 | 89 | 34 | 47 | 3-е | 1/4 финала | Группа | Победа | Кубок обладателей кубков — Полуфинал | Стиви Чалмерс | 40 |
| 1964/65   | ШФЛ | 34 | 16 | 5 | 13 | 76 | 57 | 37 | 8-е | Победа | Финал | Победа | Кубок ярмарок — 2 раунд | Стиви Чалмерс | 27 |
| 1965/66   | ШФЛ | 34 | 27 | 3 | 4 | 106 | 30 | 57 | 1-е | Финал | Победа | — | Кубок обладателей кубков — Полуфинал | Джо Макбрайд | 43 |
| 1966/67   | ШФЛ | 34 | 26 | 6 | 2 | 111 | 33 | 58 | 1-е | Победа | Победа | Победа | Кубок европейских чемпионов — Победа | Джо Макбрайд | 38 |
| 1967/68   | ШФЛ | 34 | 30 | 3 | 1 | 106 | 24 | 63 | 1-е | 1 раунд | Победа | Победа | Кубок европейских чемпионов — 1 раундМежконтинентальный кубок — Финал | Бобби Леннокс | 44 |
| 1968/69   | ШФЛ | 34 | 23 | 8 | 3 | 89 | 32 | 54 | 1-е | Победа | Победа | Полуфинал | Кубок европейских чемпионов — 1/4 финала | Вилли Уоллес | 34 |
| 1969/70   | ШФЛ | 34 | 27 | 3 | 4 | 96 | 33 | 57 | 1-е | Финал | Победа | Победа | Кубок европейских чемпионов — Финал | Вилли Уоллес | 24 |
| 1970/71   | ШФЛ | 34 | 25 | 6 | 3 | 89 | 23 | 56 | 1-е | Победа | Финал | Полуфинал | Кубок европейских чемпионов — 1/4 финала | Гарри Худ | 33 |
| 1971/72   | ШФЛ | 34 | 28 | 4 | 2 | 96 | 28 | 60 | 1-е | Победа | Финал | — | Кубок европейских чемпионов — Полуфинал | Кенни Далглиш | 29 |
| 1972/73   | ШФЛ | 34 | 26 | 5 | 3 | 93 | 28 | 57 | 1-е | Финал | Финал | — | Кубок европейских чемпионов — 2 раунд | Кенни Далглиш | 39 |
| 1973/74   | ШФЛ | 34 | 23 | 7 | 4 | 82 | 27 | 53 | 1-е | Победа | Финал | — | Кубок европейских чемпионов — Полуфинал | Дикси Динс | 33 |
| 1974/75   | ШФЛ | 34 | 20 | 5 | 9 | 81 | 41 | 45 | 3-е | Победа | Победа | Победа | Кубок европейских чемпионов — 1 раунд | Пол Уилсон | 26 |
| 1975/76   | Премьер-дивизион | 36 | 21 | 6 | 9 | 71 | 42 | 48 | 2-е | 3 раунд | Финал | Финал | Кубок обладателей кубков — 1/4 финала | Кенни Далглиш | 32 |
| 1976/77   | Премьер-дивизион | 36 | 23 | 9 | 4 | 79 | 39 | 55 | 1-е | Победа | Финал | — | Кубок УЕФА — 1 раунд | Кенни Далглиш | 27 |
| 1977/78   | Премьер-дивизион | 36 | 15 | 6 | 15 | 63 | 54 | 36 | 5-е | 4 раунд | Финал | — | Кубок европейских чемпионов — 2 раунд | Джо Крейг | 16 |
| 1978/79   | Премьер-дивизион | 36 | 31 | 6 | 9 | 61 | 37 | 48 | 1-е | 1/4 финала | Полуфинал | Финал | Не квалифицировался | Том Макадам | 16 |
| 1979/80   | Премьер-дивизион | 36 | 18 | 11 | 7 | 61 | 38 | 47 | 2-е | Победа | 1/4 финала | Полуфинал | Кубок европейских чемпионов — 1/4 финала | Джордж Маккласки | 17 |
| 1980/81   | Премьер-дивизион | 36 | 26 | 4 | 6 | 84 | 37 | 56 | 1-е | Полуфинал | Полуфинал | Финал | Кубок обладателей кубков — 1 раунд | Фрэнк Макгарви | 29 |
| 1981/82   | Премьер-дивизион | 36 | 24 | 7 | 5 | 79 | 33 | 55 | 1-е | 4 раунд | Группа | Победа | Кубок европейских чемпионов — 1 раунд | Джордж Маккласки | 25 |
| 1982/83   | Премьер-дивизион | 36 | 25 | 5 | 6 | 90 | 36 | 55 | 2-е | Полуфинал | Победа | Финал | Кубок европейских чемпионов — 2 раунд | Чарли Николас | 48 |
| 1983/84   | Премьер-дивизион | 36 | 21 | 8 | 7 | 80 | 41 | 50 | 2-е | Финал | Финал | — | Кубок УЕФА — 3 раунд | Брайан Макклер | 31 |
| 1984/85   | Премьер-дивизион | 36 | 22 | 8 | 6 | 77 | 30 | 52 | 2-е | Победа | 1/4 финала | Полуфинал | Кубок обладателей кубков — 2 раунд | Брайан Макклер | 24 |
| 1985/86   | Премьер-дивизион | 36 | 20 | 10 | 6 | 67 | 38 | 50 | 1-е | 1/4 финала | 1/4 финала | Финал | Кубок обладателей кубков — 1 раунд | Брайан Макклер | 29 |
| 1986/87   | Премьер-дивизион | 44 | 27 | 9 | 8 | 90 | 41 | 63 | 2-е | 4 раунд | Финал | Финал | Кубок европейских чемпионов — 2 раунд | Брайан Макклер | 41 |
| 1987/88   | Премьер-дивизион | 44 | 31 | 10 | 3 | 79 | 23 | 72 | 1-е | Победа | 1/4 финала | Полуфинал | Кубок европейских чемпионов — 1 раунд | Энди Уокер | 32 |
| 1988/89   | Премьер-дивизион | 36 | 21 | 4 | 11 | 66 | 44 | 46 | 3-е | Победа | 1/4 финала | — | Кубок европейских чемпионов — 2 раунд | Марк Макги | 19 |
| 1989/90   | Премьер-дивизион | 36 | 10 | 14 | 12 | 37 | 37 | 34 | 5-е | Финал | Полуфинал | — | Кубок обладателей кубков — 1 раунд | Дариуш Дзекановский | 16 |
| 1990/91   | Премьер-дивизион | 36 | 17 | 7 | 12 | 52 | 38 | 41 | 3-е | Полуфинал | Финал | — | Не квалифицировался | Томми Койн | 20 |
| 1991/92   | Премьер-дивизион | 44 | 26 | 10 | 8 | 88 | 42 | 62 | 3-е | Полуфинал | 1/4 финала | — | Кубок УЕФА — 2 раунд | Чарли Николас | 25 |
| 1992/93   | Премьер-дивизион | 44 | 24 | 12 | 8 | 68 | 41 | 60 | 3-е | 4 раунд | Полуфинал | — | Кубок УЕФА — 2 раунд | Энди Пейтон | 15 |
| 1993/94   | Премьер-дивизион | 44 | 15 | 20 | 9 | 51 | 38 | 50 | 4-е | 3 раунд | Полуфинал | — | Кубок УЕФА — 2 раунд | Пат Макгинли | 12 |
| 1994/95   | Премьер-дивизион | 36 | 11 | 18 | 7 | 39 | 33 | 51 | 4-е | Победа | Финал | — | Не квалифицировался | Джон Коллинз | 12 |
| 1995/96   | Премьер-дивизион | 36 | 24 | 11 | 1 | 74 | 25 | 83 | 2-е | Полуфинал | 1/4 финала | — | Кубок обладателей кубков — 2 раунд | Пьер ван Хойдонк | 32 |
| 1996/97   | Премьер-дивизион | 36 | 23 | 6 | 7 | 78 | 32 | 75 | 2-е | Полуфинал | 1/4 финала | — | Кубок УЕФА — 1 раунд | Жорже Кадете | 33 |
| 1997/98   | Премьер-дивизион | 36 | 22 | 8 | 6 | 64 | 24 | 74 | 1-е | Полуфинал | Победа | — | Кубок УЕФА — 1 раунд | Хенрик Ларссон | 19 |
| 1998/99   | Премьер-лига | 36 | 21 | 8 | 7 | 84 | 35 | 71 | 2-е | Финал | 3 раунд | — | Лига чемпионов — 2 квал. раундКубок УЕФА — 2 раунд | Хенрик Ларссон | 38 |
| 1999/00   | Премьер-лига | 36 | 21 | 6 | 9 | 90 | 38 | 69 | 2-е | 3 раунд | Победа | — | Кубок УЕФА — 2 раунд | Марк Видука | 27 |
| 2000/01   | Премьер-лига | 38 | 31 | 4 | 3 | 90 | 29 | 97 | 1-е | Победа | Победа | — | Кубок УЕФА — 2 раунд | Хенрик Ларссон | 53 |
| 2001/02   | Премьер-лига | 38 | 33 | 4 | 1 | 94 | 18 | 103 | 1-е | Финал | Полуфинал | — | Лига чемпионов — ГруппаКубок УЕФА — 3 раунд | Хенрик Ларссон | 34 |
| 2002/03   | Премьер-лига | 38 | 31 | 4 | 3 | 98 | 26 | 97 | 2-е | 1/4 финала | Финал | — | Лига чемпионов — 3 квал. раундКубок УЕФА — Финал | Хенрик Ларссон | 44 |
| 2003/04   | Премьер-лига | 38 | 31 | 5 | 2 | 105 | 25 | 98 | 1-е | Победа | 1/4 финала | — | Лига чемпионов — ГруппаКубок УЕФА — 1/4 финала | Хенрик Ларссон | 41 |
| 2004/05   | Премьер-лига | 38 | 30 | 2 | 6 | 85 | 35 | 92 | 2-е | Победа | 1/4 финала | — | Лига чемпионов — Группа | Джон Хартсон | 30 |
| 2005/06   | Премьер-лига | 38 | 28 | 7 | 3 | 93 | 37 | 91 | 1-е | 3 раунд | Победа | — | Лига чемпионов — 2 квал. раунд | Джон ХартсонМацей Журавский | 20 |
| 2006/07   | Премьер-лига | 38 | 26 | 6 | 6 | 65 | 34 | 84 | 1-е | Победа | 1/4 финала | — | Лига чемпионов — 1/8 финала | Ян Веннегор оф Хесселинк | 18 |
| 2007/08   | Премьер-лига | 38 | 28 | 5 | 5 | 84 | 26 | 89 | 1-е | 1/4 финала | 1/4 финала | — | Лига чемпионов — 1/8 финала | Скотт Макдональд | 31 |
| 2008/09   | Премьер-лига | 38 | 24 | 10 | 4 | 80 | 33 | 82 | 2-е | 1/4 финала | Победа | — | Лига чемпионов — Группа | Скотт Макдональд | 20 |
| 2009/10   | Премьер-лига | 38 | 25 | 6 | 7 | 75 | 39 | 81 | 2-е | Полуфинал | 1/4 финала | — | Лига чемпионов — Плей-оффЛЕ — Группа | Робби Кин | 16 |
| 2010/11   | Премьер-лига | 38 | 29 | 5 | 4 | 85 | 22 | 92 | 2-е | Победа | Финал | — | Лига чемпионов — 3 квал. раундЛЕ — Плей-офф | Гэри Хупер | 22 |
| 2011/12   | Премьер-лига | 38 | 30 | 3 | 5 | 84 | 21 | 93 | 1-е | Полуфинал | Финал | — | ЛЕ — Группа | Гэри Хупер | 29 |
| 2012/13   | Премьер-лига | 38 | 24 | 7 | 7 | 92 | 35 | 79 | 1-е | Победа | Полуфинал | — | Лига чемпионов — 1/8 финала | Гэри Хупер | 31 |
| 2013/14   | Премьершип | 38 | 31 | 6 | 1 | 102 | 25 | 99 | 1-е | 5 раунд | 3 раунд | — | Лига чемпионов — Группа | Крис Коммонс | 32 |
| 2014/15   | Премьершип | 38 | 29 | 5 | 4 | 84 | 17 | 92 | 1-е | Полуфинал | Победа | — | Лига чемпионов — Плей-оффЛЕ — 1/16 финала | Ли Гриффитс | 20 |
| 2015/16   | Премьершип | 38 | 26 | 8 | 4 | 93 | 31 | 86 | 1-е | Полуфинал | Полуфинал | — | Лига чемпионов — Плей-оффЛЕ — Группа | Ли Гриффитс | 40 |
| 2016/17   | Премьершип | 38 | 34 | 4 | 0 | 106 | 25 | 106 | 1-е | Победа | Победа | — | Лига чемпионов — Группа | Мусса Дембеле | 32 |
| 2017/18   | Премьершип | 38 | 24 | 10 | 4 | 73 | 25 | 82 | 1-е | Победа | Победа | — | Лига чемпионов — ГруппаЛЕ — 1/16 финала | Скотт Синклер | 18 |
| 2018/19   | Премьершип | 38 | 27 | 6 | 5 | 77 | 20 | 87 | 1-е | Победа | Победа | — | Лига чемпионов — 3 квал. раундЛЕ — 1/16 финала | Одсонн Эдуар | 23 |
| 2019/20   | Премьершип | 30 | 26 | 2 | 2 | 89 | 19 | 80 | 1-е | Победа | Победа | — | Лига чемпионов — 3 квал. раундЛЕ — 1/16 финала | Одсонн Эдуар | 29 |
| 2020/21   | Премьершип | 38 | 22 | 11 | 5 | 78 | 29 | 77 | 2-е | 4 раунд | 2 раунд | — | Лига чемпионов — 2 квал. раундЛЕ — Группа | Одсонн Эдуар | 22 |
| 2021/22   | Премьершип | 38 | 29 | 6 | 3 | 92 | 22 | 93 | 1-е | Полуфинал | Победа | — | Лига чемпионов — 2 квал. раундЛЕ — ГруппаЛК — Раунд плей-офф | Кёго Фурухаси | 20 |
| 2022/23   | Премьершип | 38 | 32 | 3 | 3 | 114 | 34 | 99 | 1-е | Победа | Победа | — | Лига чемпионов — Группа | Кёго Фурухаси | 34 |
| 2023/24   | Премьершип | 38 | 29 | 6 | 3 | 95 | 30 | 93 | 1-е | Победа | 2 раунд | — | Лига чемпионов — Группа | Кёго ФурухасиМэтт О’Райли | 19 |

## Комментарии
1. ↑  Кубок шотландской лиги был основан в 1946 году.
2. 1 2  Европейские клубные турниры не проводились до 1955 года.
3. ↑  Первый «дубль».
4. ↑  Второй «дубль».
5. ↑  Также «Селтик» выиграл Благотворительный кубок торговцев Глазго[англ.], одержав победу во всех четырёх турнирах, в которых принял участие.
6. ↑  Финал Кубка Шотландии 1909 года был отменён из-за беспорядков. Победителя в том турнире не было.
7. ↑  Третий «дубль».
8. ↑  Турнир был приостановлен в связи с войной. Взамен проводились неофициальные турниры военного времени.
9. ↑  Сезон 1939/40 был приостановлен в связи с началом Второй мировой войны.
10. ↑  В сезоне 1939/40 лучшим бомбардиром клуба был Джон Дайверс, однако только с учётом голов, забитых в неофициальных турнирах военного времени после приостановки официальных турниров. В официально признанных матчах (до октября 1939 года) лучшим бомбардиром сезона стал Фрэнк Мерфи.
11. ↑  12-е место в чемпионате в сезоне 1947/48 является самой худшей позицией «Селтика» по итогам сезона за всю историю клуба.
12. ↑  Четвёртый «дубль».
13. ↑  Первый домашний «требл».
14. ↑  В сезоне 1966/67 «Селтик» выиграл все пять турниров, в которых принял участие, также стал первым североевропейским клубом, выигравшим Кубок европейских чемпионов.
15. ↑  Второй домашний «требл».
16. ↑  Пятый «дубль».
17. ↑  Шестой «дубль».
18. ↑  Седьмой «дубль».
19. ↑  Первый кубковый «дубль».
20. ↑  Восьмой «дубль».
21. ↑  Девятый «дубль».
22. ↑  Кубок Глазго стал турниром для юношеских команд.
23. ↑  Третий домашний «требл».
24. ↑  Десятый «дубль».
25. ↑  Одиннадцатый «дубль».
26. ↑  Двенадцатый «дубль».
27. ↑  Шестой кубковый «дубль».
28. ↑  Четвёртый домашний «требл».
29. ↑  Пятый домашний «требл».
30. ↑  Шестой домашний «требл».
31. ↑  13 марта 2020 года Шотландская футбольная ассоциация приостановила все официальные турниры в Шотландии из-за пандемии COVID-19.
32. ↑  Сезон был завершён досрочно, турнирная таблица по состоянию на 18 мая 2020 года объявлена финальной, «Селтик» стал чемпионом[17].
33. ↑  Седьмой домашний «требл».
34. ↑  Седьмой кубковый «дубль».
35. ↑  Восьмой домашний «требл».
36. ↑  Тринадцатый «дубль».